# Slavko Fras
Slavko Fras (Maribor, 15 de junho de 1928 - Ljubljana, 1 de março de 2010) foi um jornalista esloveno.